# Beretta MAB 38
A MAB 38 (Moschetto Automatico Beretta Modello 1938) ou Modello 38 e suas variantes eram uma série de submetralhadoras oficiais do Exército Real Italiano introduzidas em 1938 e usadas durante a Segunda Guerra Mundial. As armas também foram usadas pelos exércitos alemão, romeno e argentino da época.

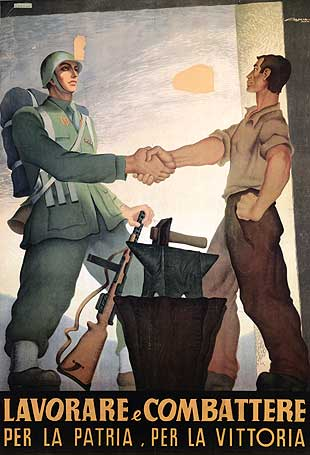
Cartaz italiano de propaganda da Segunda Guerra Mundial mostrando uma MAB 38

## História
Originalmente projetado pelo engenheiro-chefe da Beretta, Tullio Marengoni, em 1935, o Moschetto Automatico Beretta (Mosquete Automático Beretta) 38, ou MAB 38, foi desenvolvido a partir do Beretta Modello 18 e 18/30, derivados da metralhadora Villar Perosa da Primeira Guerra Mundial. É amplamente reconhecida como a arma italiana de pequeno porte mais bem-sucedida e eficaz da Segunda Guerra Mundial e foi produzida em grande número em várias variantes. A limitada base industrial da Itália na Segunda Guerra Mundial não foi uma barreira real para o desenvolvimento de armas pequenas avançadas e eficazes, já que a maioria das armas da época exigia grandes quantidades de horas de trabalho de artesãos e semi-artesãos para serem ajustadas de qualquer maneira. Trabalhadores especializados italianos se destacaram nisso, mas a baixa taxa inicial de produção fez com que o MAB 38 só se tornasse disponível em grande número em 1943, quando o regime fascista foi derrubado e a Itália dividida entre as forças co-beligerantes alinhadas pelos Aliados no sul e os colaboradores alinhados com a Alemanha da República Social Italiana no norte.
A MAB 38 foi desenvolvida pela Beretta para competir no mercado de submetralhadoras; era uma arma robusta e bem feita, apresentando vários recursos avançados e adequada para unidades policiais e especiais do exército. Apresentado às autoridades italianas em 1939, seu primeiro cliente foi o Ministério das Colônias da Itália, que comprou vários milhares de MABs para serem emitidas como arma de fogo padrão da Polizia dell'Africa Italiana (Polícia da África italiana), a força policial colonial do governo. As ordens do exército demoraram a chegar; embora impressionados com as excelentes qualidades e poder de fogo da arma, os militares italianos não sentiram que o MAB era adequado para o combate de infantaria padrão. Foi considerado ideal para unidades policiais e de assalto e no início de 1941 foram feitas pequenas encomendas para os Carabinieri (polícia militar e civil), Guardie di Pubblica Sicurezza (polícia nacional do estado) e tropas paraquedistas. O Exército Italiano solicitou pequenas mudanças para reduzir os custos de produção, notadamente trocando o compensador de recuo e a remoção da alça da baioneta e da cobertura contra poeira do carregador para criar o MAB 38A. Esta foi a variante padrão do exército, usada durante a guerra e emitida para unidades italianas de elite, paraquedistas, batalhão de assalto Alpini "Monte Cervino", 10º Regimento Arditi, batalhões "M" da Milizia Volontaria per la Sicurezza Nazionale (MVSN, Camisas-negras) e polícia militar.
A Marinha Real Italiana também comprou a arma e as MAB 38As foram entregues ao Regimento de Fuzileiros Navais "San Marco" e às tropas de segurança naval; a Regia Aeronautica (Força Aérea Real Italiana) emitiu a MAB 38A para seu regimento A.D.R.A. As encomendas ainda eram pequenas e o fuzil Carcano M1891 permaneceu a arma padrão mesmo em unidades de elite. Até 1943, o MAB 38A (e desde 1942, o MAB 38/42) estava disponível quase exclusivamente para paraquedistas, camisas-negras, tripulações de tanques e policiais militares Carabinieri, dada a necessidade de grandes volumes de poder de fogo em ações prolongadas ou para manter a superioridade em combate corpo a corpo. Os paraquedistas da 185ª Divisão Aerotransportada Folgore estavam armados exclusivamente com a arma. As legiões de camisas-negras (uma por divisão de infantaria) eram consideradas e usadas como unidades de assalto de elite, tanto por seu fanatismo quanto por suas Beretta 38.
Após o armistício italiano de 8 de setembro de 1943, as forças armadas italianas se dissolveram e um exército italiano foi reconstruído no norte da Itália sob controle alemão, a Beretta MAB equipando muitas unidades. O exército da República Social Italiana (RSI) travou uma guerra de guerrilha contra guerrilheiros desde o início, bem como contra os Aliados. Para unidades de assalto e contra-insurgência, onde o poder de fogo a curta distância era um recurso vital, era a arma ideal. A produção do MAB tornou-se prioritária e foi fornecida em grande quantidade para as formações da RSI, especialmente unidades de elite, e tornou-se uma arma icônica que simboliza o soldado italiano na cultura popular. Mais tarde na guerra, uma variante simplificada conhecida como MAB 38/44 foi introduzida. Independentemente das tabelas de organização e equipamento de uma unidade, a Beretta 38 era uma arma popular que poderia eventualmente chegar às mãos de praticamente qualquer soldado, especialmente entre oficiais e suboficiais superiores, em qualquer tipo de unidade.

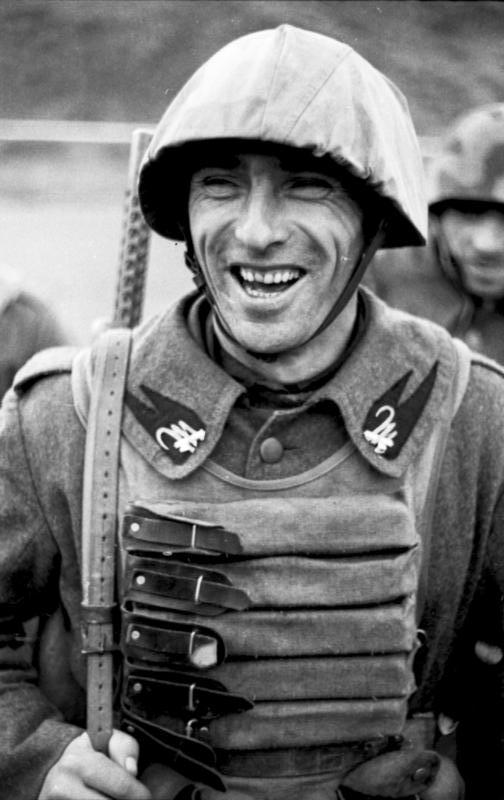
Soldado de um batalhão de assalto da Guarda Nacional Republicana (GNR) da República Social Italiana, armado com uma MAB 38A e vestido de um colete porta-carregadores "Samurai"

Um colete porta-carregadores foi projetado para tropas de elite (camisas negras, pára-quedistas) armadas com a Beretta 38; estes foram apelidados de "Samurai" devido à semelhança dos pentes empilhados com as armaduras corporais dos guerreiros feudais japoneses. Um coldre especial de lona foi emitido com o MAB com duas bolsas porta-carregadores costuradas, para serem usadas como cinto, mas só entraram em uso durante a breve vida da RSI e até então poderia ser visto no emprego de muitas unidades diferentes cujo status de "elite" poderia ter sido razoavelmente questionado (como as Brigadas Negras e outras milícias). A Beretta MAB também foi muito elogiada pelos combatentes do movimento de resistência italiano, sendo muito mais precisa e poderosa do que a Sten britânica, que era um problema comum em unidades partidárias, embora a Sten menor fosse mais adequada para operações clandestinas. Os soldados alemães também gostaram da Beretta MAB, julgando-a grande e pesada, mas confiável e bem feita.
A série 1938 foi extremamente robusta e provou ser muito popular entre as forças do Eixo e também entre as tropas aliadas, que usaram exemplares capturados. Muitos soldados alemães, incluindo forças de elite como as forças Waffen-SS e Fallschirmjäger, preferiram a Beretta 38. A Alemanha fabricou 231.193 Beretta M38 em 1944 e 1945. Disparando uma versão italiana mais poderosa do amplamente distribuído cartucho 9×19mm Parabellum, o Cartuccia 9 mm M38, a Beretta era precisa em distâncias mais longas do que a maioria das outras submetralhadoras. A MAB podia fornecer um poder de fogo impressionante a curta distância e, a distâncias maiores, seu tamanho e peso eram uma vantagem, tornando a arma estável e fácil de controlar. Em mãos experientes, a Beretta MAB permitia rajadas curtas precisas para até 100 m e seu alcance efetivo com munição M38 italiana era de 200 m, um resultado impressionante para uma submetralhadora de 9 mm.

## Especificações
A MAB 38, em suas primeiras variantes, era uma arma excelente para qualquer padrão, fabricada com materiais de alta qualidade, com acabamento impecável e peças cuidadosamente usinadas. As modelo 38/42 e 38/44 eram mais fáceis e rápidas de construir, o acabamento foi sacrificado pela velocidade de produção mas a qualidade manteve-se elevada. O mecanismo era um recuo por blowback simples tradicional, mas com um novo pino de disparo flutuante, uma segurança automática no ferrolho aberto (ambos removidos posteriormente para economizar custos de produção), um compensador de recuo no cano, uma alavanca de armar o ferrolho com tampa deslizante de poeira e não tinha um seletor de fogo, mas tinha um guarda-mato com dois gatilhos; o gatilho dianteiro era para fogo semiautomático e o gatilho traseiro para fogo totalmente automático. O usuário pode alternar rapidamente entre os métodos sem alternar as alavancas ou travas de segurança, o que se mostrou útil em combate. O gatilho totalmente automático tinha uma trava de segurança no lado esquerdo, que foi eliminada a partir de 1942 e a visão traseira era ajustável até 500 m na MAB 38 e 38A, as variantes 38/42 e 38/44 foram corrigidas miras traseiras. A MAB 38 tinha uma coronha de madeira, tinha cerca de 800 mm de comprimento e pesava cerca de 5 kg quando carregada, com um alcance efetivo de cerca de 200 m.

## Variantes
A modelo 1938 pode ser reconhecido por sua armação de aço usinado, finos artesanato e acabamento e pela camisa de resfriamento perfurada sobre o cano. Foi produzida de 1938 a 1950 e disparava munição 9×19mm Parabellum a 600 tiros por minuto. Usava carregadores de 10, 20, 30 ou 40 tiros; o carregador curto de 10 tiros, quando usada em conjunto com a baioneta fixa, era popular entre as forças aliadas e do Eixo para guardar prisioneiros ou segurança interna. Em combate, o carregador de 30 tiros era o mais comum. A MAB 38 original, emitida pela primeira vez para a polícia italiana em 1939, tinha um suporte de baioneta e um repouso na coronha para a baioneta dobrável Carcano M91/38.

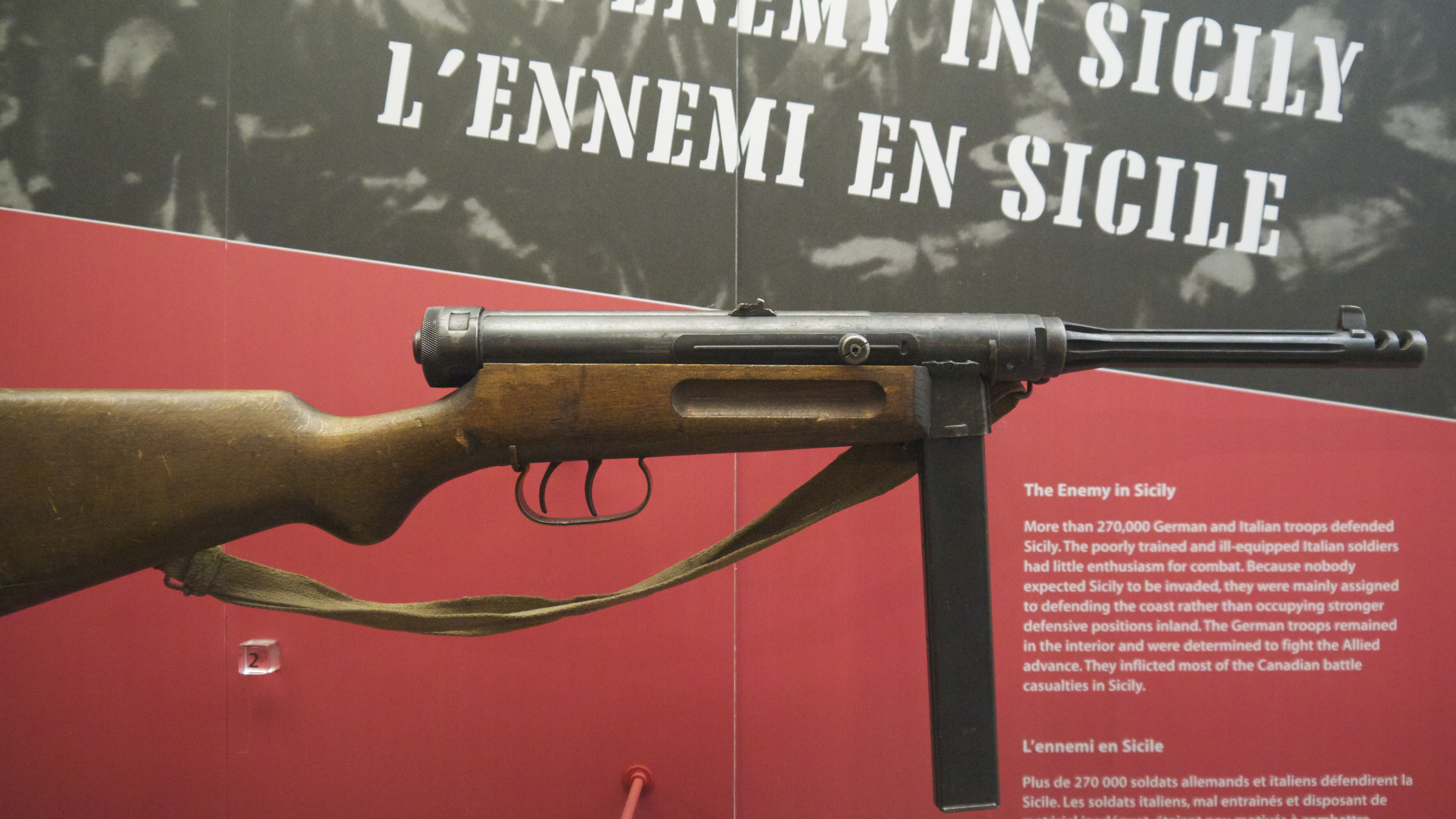
Beretta M38/42

Em conformidade com os requisitos do exército italiano, a montagem e o repouso da baioneta foram eliminados e o compensador de recuo foi reprojetado, as duas ranhuras horizontais da boca substituídas por 4 cortes transversais, julgados mais eficazes. Esta variante padrão do exército foi renomeada para MAB 38A e emitida em 1941. Apesar de sua inegável eficácia, a Beretta Modelo 38 provou ser muito demorada e cara para produzir durante a guerra. Marengoni projetou um modelo simplificado feito de chapa de aço, no qual a camisa de resfriamento e o suporte de baioneta foram eliminados e o mecanismo de percussão separado substituído por um percussor fixo usinado na face do ferrolho. O cano e a coronha de madeira também foram encurtados para economizar peso e custo. Este novo modelo, a Modelo 38/42, tinha um cano canelado para ajudar no resfriamento e economizar peso. Ele também tinha uma taxa de fogo mais lenta (550 rpm). A Modelo 38/43, foi uma etapa de produção intermediária entre os padrões 42 e 44. A 38/42 e a 38/43 foram adotadas pela Wehrmacht como Maschinenpistole 738(i), abreviado como MP.738. Modelos produzidos para o exército alemão receberam marcas de aceitação alemãs.

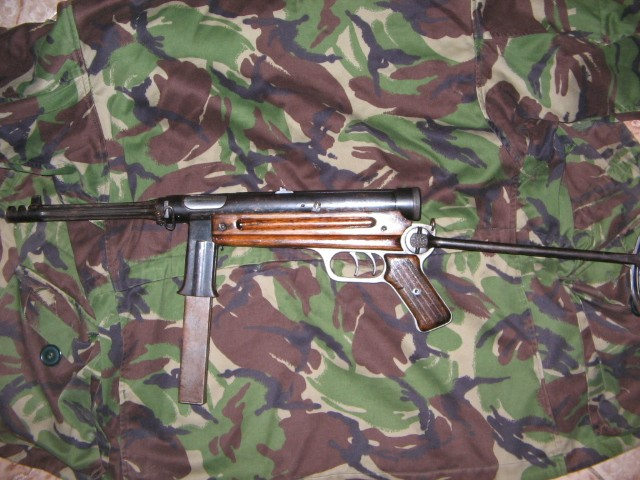
Beretta Modelo 1 com coronha dobrável no estilo MP 40

A Modelo 38/44 foi uma revisão menor da 38/43, em que o ferrolho foi simplificado e uma mola de recuo de grande diâmetro usada no lugar do guia de mola operacional. Também eliminou as estrias para economizar tempo e aumentar a produção. A 38/44 também foi adotado pelo exército alemão como MP.739. Uma variante da Modelo 38/44 foi equipada com uma coronha dobrável no estilo MP40 como a Modelo 1.

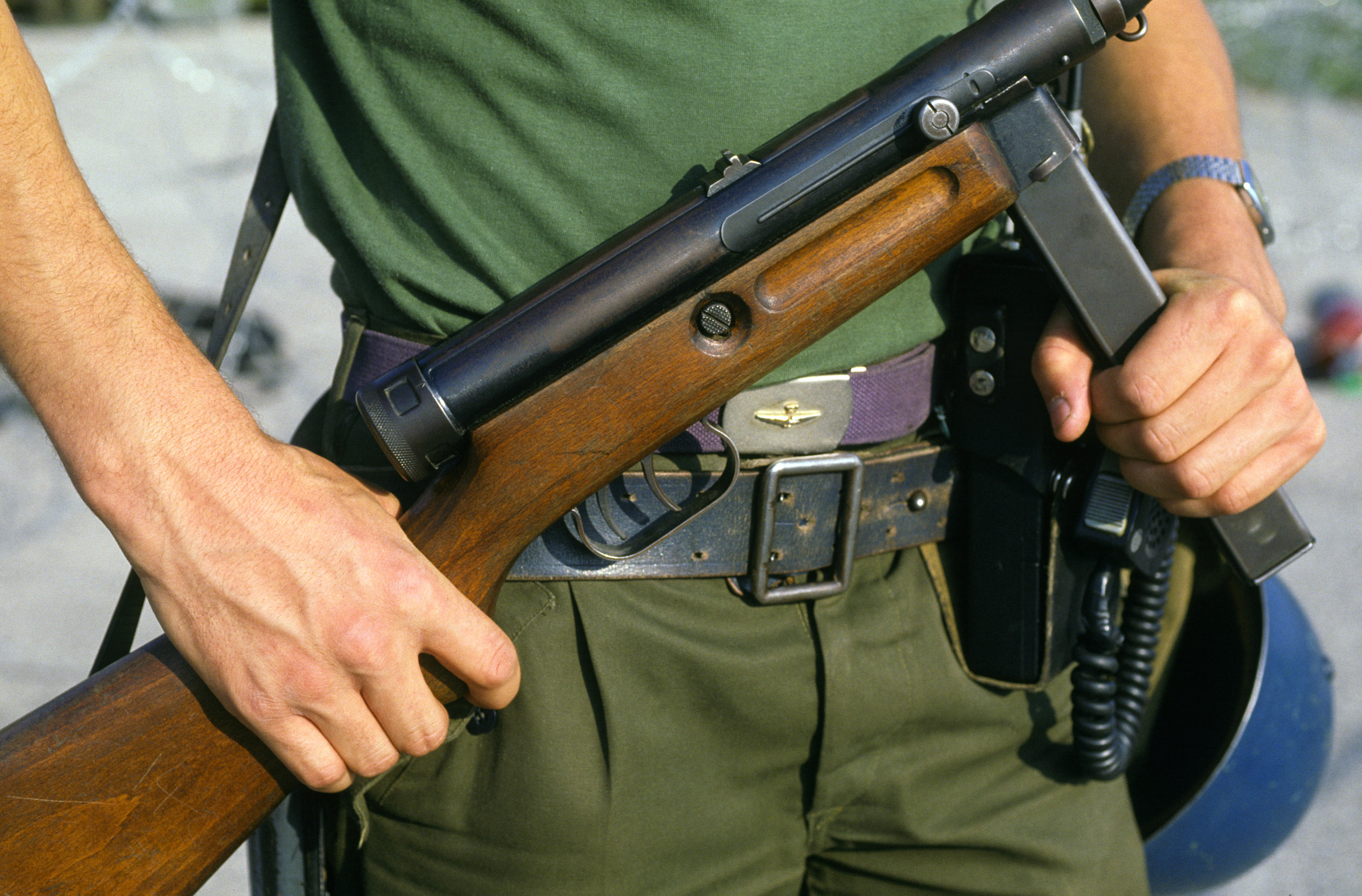
Beretta M38/49 (Modelo 4) (trava de segurança no meio da coronha)

Após a Segunda Guerra Mundial, a 38/44 continuou em produção em forma ligeiramente revisada como a série 38/49: a Modelo 2 ou MP 38/44 especial com uma coronha dobrável no estilo MP 40 e o compartimento de carregador estendido, o Modelo 3 com um compartimento estendido e coronha telescópica de arame de aço e o Modelo 4 com uma coronha de madeira padrão. Todos estes modelos têm uma trava de segurança de ferrolho cruzado de botão de pressão no meio da coronha. Após a morte de Marengoni, o engenheiro da Beretta, Domenico Salza, revisou o sistema de segurança da série Modelo 38/49 como Modelo 5, identificado por um grande botão retangular de segurança localizado na ranhura do dedo da coronha. A submetralhadora Model 5 foi produzida para o exército italiano, a polícia e as forças armadas de várias outras nações até 1961, quando a produção cessou em favor da compacta e moderna Beretta M12.
Excepcionalmente, ele ejeta os estojos para a esquerda porque a alavanca de manejo não recíproca e a tampa da ranhura estão no caminho do lado direito.
Na década de 1950, a República Dominicana emitiu a carabina Cristóbal em .30 Carbine (7,62x33mm) projetada por Pál Király. Visualmente e internamente, vários recursos da Modelo 38 foram levados adiante na Cristóbal.

## Usuários
- Argentina
- Albânia
- Argélia[19]
- Bangladesh[1]
- Costa Rica[20][12][21]
- República Dominicana[20][21]
- Chipre
- Império do Japão[22]
- Egito[23]
- Etiópia[20]
- Finlândia[24]
- Grécia
- Alemanha Nazista[25]
- Alemanha Ocidental[5][26]
- Indonésia[21][2]
- Irã[5]
- Iraque[12]
- Itália[7]
  -  República Social Italiana[27]
  -  Resistência Italiana[5]
  - Exército co-beligerante italiano
- Líbano
- Líbia[28]
- Marrocos[20]
- Somália[3]
- Paquistão[12][5]
- Romênia[25][29][5][30]
- Síria[5][31]
- Tailândia[21]
- Tunísia[21]
- Iêmen[20][21]
- Iugoslávia[32]